# Josias Poolmann
Josias Poolmann OSB (* 10. Januar 1687 in Ottlar; † 7. Oktober 1742) war von 1730 bis 1742 Abt des Klosters Grafschaft.

## Leben
Poolmann stammte aus einer protestantischen Familie aus Waldeck. Er wurde jedoch in Schmallenberg katholisch erzogen, besuchte das Gymnasium Laurentianum in Arnsberg und trat 1703 in das Kloster Grafschaft ein. Er wurde vom Kölner Weihbischof 1704 gefirmt. 1708 wurde er zum Subdiakon, 1709 zum Diakon und 1711 zum Priester geweiht. Bereits ein Jahr später wurde er zum Novizenmeister ernannt. Im Jahr 1717 war er Kellner geworden. Am 12. September 1712 wählte ihn der Konvent zum Abt. Zu seiner Zeit erbaute Michael Spanner die neue Klosterkirche und das Konventsgebäude. Daher galt Josias Poolmann als ein zweiter Stifter des Klosters. Er wurde auf eigenen Wunsch im Klostergang vor dem in die ehemalige Kirche führenden Portal begraben.